# Komet Humason
Komet Humason, Humasonov komet ali C/1961 R1 je komet, ki ga je odkril 1. septembra 1961 ameriški astronom Milton Lasell Humason (1891 – 1972).

## Značilnosti
Komet Humason spada med neperiodične komete. Njegovo prisončje se nahaja za tirnico Marsa na razdalji 2,133 a.e. od Sonca. Ocenjujejo, da je njegov premer okoli 41 km , zato ga prištevajo med velike komete. Je mnogo bolj aktiven kot običajni kometi na tej razdalji od Sonca. Ima absolutno magnitudo +1,5, kar je stokrat več kot pri običajnih kometih.